# Condes e duques de Anjou
O Condado de Anjou (também Anju; em italiano Angiò), a partir de 1360 Ducado de Anjou, foi criado em cerca de 870 como Estado vassalo do reino de França.
Os condes de Anjou depressa ganharam influência na sociedade medieval, participando activamente no movimento das Cruzadas e no estabelecimento dos estados cristãos na Terra Santa.
No século XII, os angevinos chegaram ao poder no Reino da Inglaterra através do casamento de Godofredo V, Conde de Anjou com Matilde de Inglaterra, a herdeira do rei Henrique I. Anjou junta-se então às possessões continentais do rei de Inglaterra, que incluíam já o Ducado da Normandia. Em 1204, Normandia e Anjou são anexadas à coroa francesa por Filipe II de França.
Em 1246, o condado de Anjou foi atribuído pelo rei Luís VIII de França ao seu filho Carlos, mais tarde o primeiro rei angevino da Sicília. Em 1290, Anjou constituiu o dote do casamento de Margarida da Sicília com Carlos de Valois e quando o seu filho Filipe VI se tornou rei de França, Anjou regressa à coroa.
Anjou recuperou a independência relativa de França em 1356 com Luis, da casa de Valois, que se torna Duque em 1360.
Com a morte de Renato I de Nápoles, em 1480, o título Duque de Anjou passa a ser apenas honorífico.

## Condes de Anjou

### 1ª Criação

#### Casa de Ingelger
| # | Nome         |  | Início do governo     | Fim do governo        | Cognome(s) | Notas                    |
| - | ------------ |  | --------------------- | --------------------- | ---------- | ------------------------ |
| 1 | Ingelgário I |  | 870                   | 898                   |            | Primeiro conde de Anjou. |
| 2 | Fulco I      |  | 898                   | 942                   | O Vermelho |                          |
| 3 | Fulque II    |  | 942                   | 11 de novembro de 958 | O Bom      |                          |
| 4 | Godofredo I  |  | 11 de Novembro de 958 | 21 de julho de 987    |            |                          |

#### Dinastia de Anjou
| #  | Nome                |  | Início do governo   | Fim do governo        | Cognome(s) | Notas                                |
| -- | ------------------- |  | ------------------- | --------------------- | ---------- | ------------------------------------ |
| 5  | Fulque III          |  | 21 de Julho de 987  | 21 de Junho de 1040   | O Negro    |                                      |
| 6  | Godofredo II Martel |  | 21 de Junho de 1040 | 1060                  |            |                                      |
| 7  | Godofredo III       |  | 1060                | 1067                  | O Barbudo  |                                      |
| 8  | Fulque IV           |  | 1067                | 14 de Abril de 1109   |            |                                      |
| 9  | Godofredo IV Martel |  | 1103                | 19 de Maio de 1106    | O Jovem    | Governa conjuntamente com Fulque IV. |
| 10 | Fulque V            |  | 19 de Maio de 1106  | 1129                  |            |                                      |
| 11 | Godofredo V         |  | 1129                | 7 de Setembro de 1151 | O Belo     |                                      |

#### Dinastia Plantageneta
| #  | Nome        |  | Início do governo     | Fim do governo     | Cognome(s)       | Notas                                        |
| -- | ----------- |  | --------------------- | ------------------ | ---------------- | -------------------------------------------- |
| 12 | Henrique I  |  | 7 de Setembro de 1151 | 6 de Julho de 1189 | O de Manto Curto | Filho de Godofredo.                          |
| 13 | Henrique II |  | 1170                  | 1183               | O Jovem          | Governa conjuntamente com o pai, Henrique I. |
| 14 | Ricardo I   |  | 6 de Julho de 1189    | 6 de Abril de 1199 | Coração de Leão  | Filho de Henrique I.                         |
| 15 | Artur       |  | 6 de Abril de 1199    | Abril de 1203      |                  | Perdeu o trono para a França.                |

### 2ª Criação

#### Casa Capetiana de Anjou
| #  | Nome      |  | Início do governo | Fim do governo | Cognome(s) | Notas |
| -- | --------- |  | ----------------- | -------------- | ---------- | --- |
| 13 | Carlos I  |  | 1226              | 1285           |            | Rei da Sicília, era filho de Luís VIII de França. Foi nomeado conde de Anjou por seu irmão Luís IX de França. |
| 13 | Carlos II |  | 1285              | 1309           |            | |

### 3ª Criação

#### Casa de Valois
| #  | Nome       |  | Início do governo | Fim do governo | Cognome(s) | Notas |
| -- | ---------- |  | ----------------- | -------------- | ---------- | ----- |
| 13 | Carlos III |  | 1270              | 1325           |            |       |
| 13 | Filipe I   |  | 1325              | 1332           |            |       |

### 4ª Criação

#### Casa de Valois
- João II, rei de França (r. 1332 - 1356)

### 5ª Criação

#### Casa de Valois-Anjou
- Luís I de Valois (r. 1356 – 1360)

## Duques de Anjou

### 1ª Criação

#### Casa de Valois-Anjou
- Luís I de Valois (r. 1360 – 1384)
- Luís II de Valois (r. 1384 – 1417)
- Luís III de Valois (r. 1417 – 1434)
- Renato I de Anjou, também Duque da Lorena e Rei de Nápoles (r. 1409 – 1480)
- Carlos IV (r. 1480 - 1481)

### 2ª Criação

#### Casa de Saboia
- Luisa I de Saboia, mãe de Francisco I de França (r. 1515 – 1531)

### 3ª Criação

#### Casa de Valois-Angolema
- Henrique IV de Valois, Duque de Orleans e Rei de França (r. 1566 – 1574)

### 4ª Criação

#### Casa de Valois-Angolema
- Francisco II de Valois, Duque de Alençon (r. 1576 – 1584)

### 5ª Criação

#### Casa de Bourbon
- Gastão I de Bourbon (1608-1626; data em que se tornou Duque de Orleães)
- Filipe I de Bourbon (1640-1660; data em que se tornou Duque de Orleães)
- Filipe II, Duque de Anjou (1668-1671), filho de Luís XIV de França
- Luís Francisco, Duque de Anjou (1672), id.
- Filipe III de Bourbon (1683-1700; data em que se torna Rei de Espanha)
- Luís, Duque de Anjou (1710-1712; data em que se torna Delfim de França, sobe ao trono em 1715)
- Filipe, Duque de Anjou (1730-1733), filho de Luís XV de França
- Luís, Duque de Anjou (1755-1824), depois rei de França como Luís XVIII

### 6ª Criação

#### Casa de Bourbon
- Henrique V, Duque de Anjou (1908 - 1975)
- Afonso I, Duque de Anjou (1936 - 1989)
- Luis IV, Duque de Anjou (1974 - presente)

### 7ª Criação

#### Casa de Bourbon-Orléans
- Carlos Filipe de Orleães, Duque de Anjou (2004 - presente)